# Favalello
Favalello (korsisch U Favalellu) ist eine Gemeinde auf der französischen Insel Korsika. Sie gehört  zur Region Korsika, zum Département Haute-Corse, zum Arrondissement Corte und zum Kanton Golo-Morosaglia. Die Bewohner nennen sich Favalellacci.

## Geografie
Favalello liegt auf 545 Metern über dem Meeresspiegel im Südwesten der Castagniccia.  Nachbargemeinden sind Santa-Lucia-di-Mercurio im Nordwesten, Castellare-di-Mercurio und Sermano im Norden, Alando im Nordosten, Sant’Andréa-di-Bozio und Erbajolo im Südosten sowie Poggio-di-Venaco im Südwesten.
Zur Gemeindegemarkung gehören die Dörfer Favalello (545 m), Pinello (360 m) und Féo (345 m). Sie sind durch die Départementsstraße D39 und die beiden letztgenannten auch durch die D14 erschlossen.

## Bevölkerungsentwicklung
| Jahr      | 1962 | 1968 | 1975 | 1982 | 1990 | 1999 | 2008 | 2016 |
| --------- | ---- | ---- | ---- | ---- | ---- | ---- | ---- | ---- |
| Einwohner | 19   | 20   | 21   | 27   | 33   | 47   | 43   | 74   |

## Sehenswürdigkeiten
- Kapelle Santa Maria Assunta mit erster Erwähnung aus dem 5. Jahrhundert, ein Monument historique
- beschädigte Kapelle Saint-François

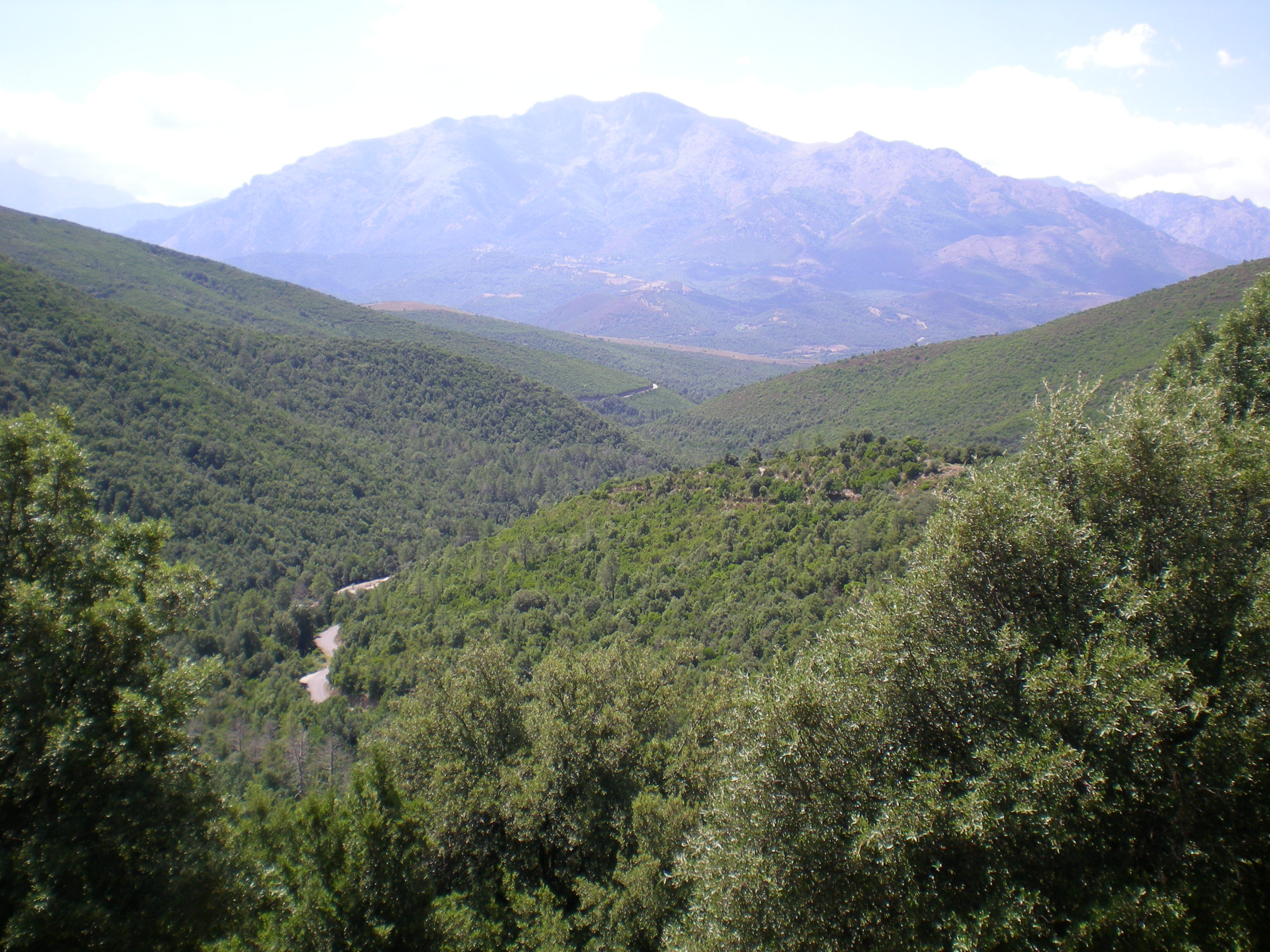
Monte Cardo

- Mahnmal auf dem Dorfplatz